# Urubamba (ciudad)
Urubamba es una ciudad peruana capital del distrito y de la provincia homónimos ubicados en el departamento del Cuzco. 
Tiene una población de 13 942 hab. según el censo de 2017. Está a una altitud media de 2 687 m s. n. m. y situado a unos 67 km al noroeste de la ciudad del Cuzco por la vía que va hacia Chinchero.
La localidad se encuentra asentada en el valle del río Urubamba, también conocido como Vilcanota, y al pie de los nevados Chicón y Pumahuanca. 
Fue durante el incanato un importante zona agrícola. El 21 de junio de 1825 se crea la provincia de Urubamba.

## Toponimia
Según el estudioso y lingüista Rómulo Cúneo Vidal (Enciclopedia Incana, Ed. Ignacio Prado Pastor, Lima 1977), su nombre procede (en quechua) de pampa, 'llanura' y urin, 'de abajo', en el sentido de 'llano inferior' respecto de la ciudad del Cuzco, considerada como centro geográfico del antiguo Imperio incaico.
Otra teoría sostiene que Urubamba proviene de Urupampa, de uru, 'araña' y pampa, 'llanura'; "llanura de arañas").
Existen en el país localidades homotopónimas en las provincia del Cuzco, Angaraes, Cajabamba, Condesuyos, Chumbivilcas, Víctor Fajardo y Santiago de Chuco. También existen localidades con el nombre de Urubambilla en las provincias de Acomayo y Angaraes.

## Lugares de interés
- Río Urubamba:[2] El río es ideal para la práctica de canotaje.
- Sitio arqueológico de Quispihuanca[3]
- Casa Martín Pío Concha: Alberga piezas arqueológicas.
- Iglesia de San Pedro Apóstol, construida en 1650.
- Palacio del Inca Huayna Cápac, junto al Cementerio de Urubamba.

## Galería

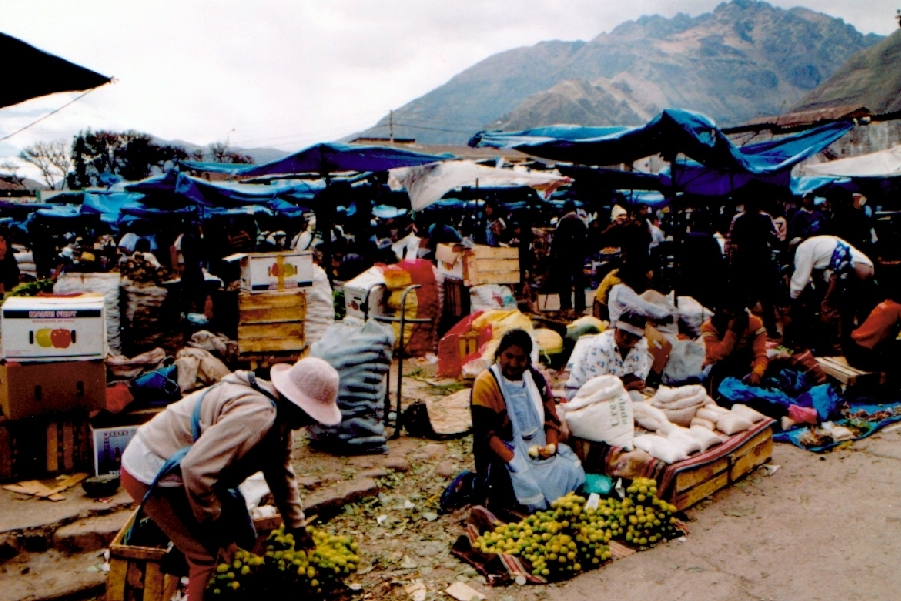
Mercado al aire libre (2003)
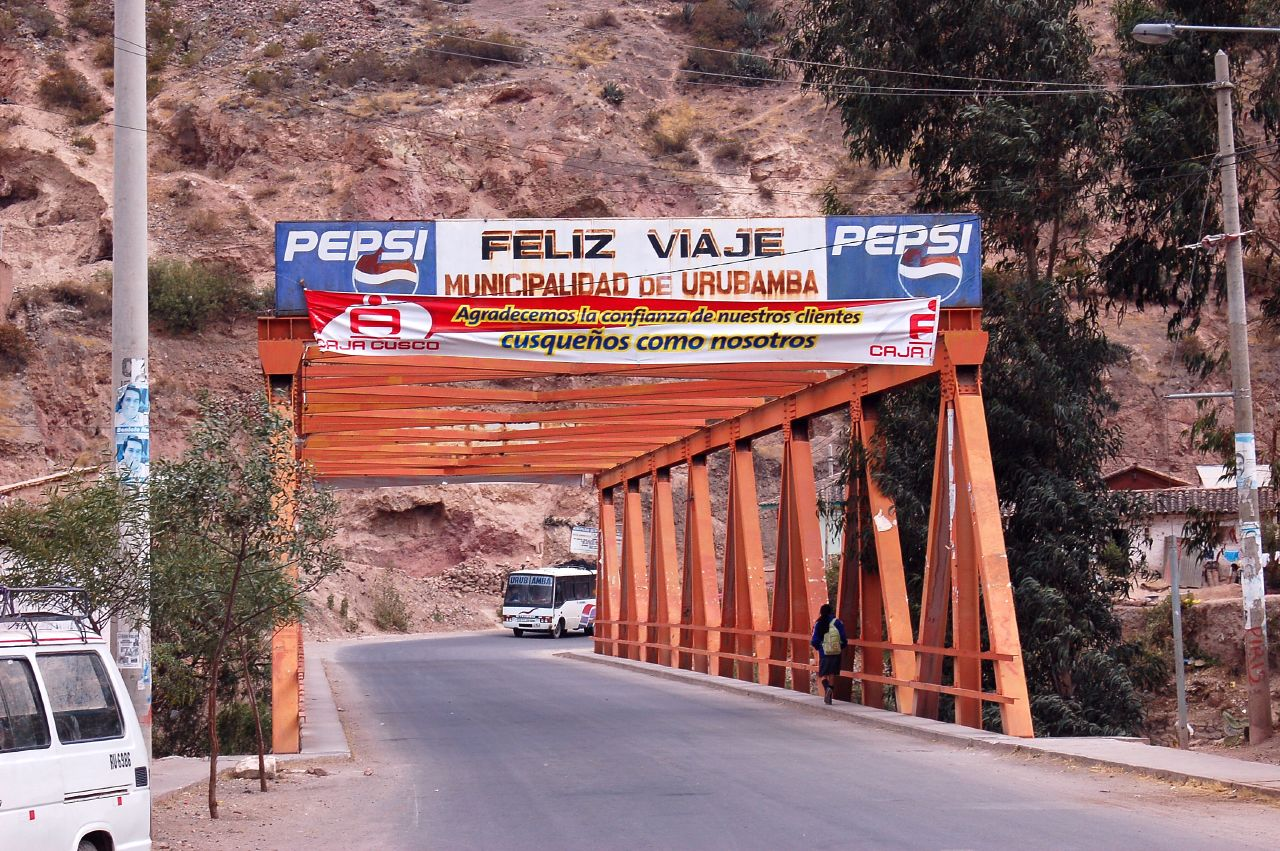
Antiguo puente de acceso (2007)

## Clima
| Parámetros climáticos promedio de Urubamba (territorios entre 2500 - 3000 m s. n. m.). | Parámetros climáticos promedio de Urubamba (territorios entre 2500 - 3000 m s. n. m.). | Parámetros climáticos promedio de Urubamba (territorios entre 2500 - 3000 m s. n. m.). | Parámetros climáticos promedio de Urubamba (territorios entre 2500 - 3000 m s. n. m.). | Parámetros climáticos promedio de Urubamba (territorios entre 2500 - 3000 m s. n. m.). | Parámetros climáticos promedio de Urubamba (territorios entre 2500 - 3000 m s. n. m.). | Parámetros climáticos promedio de Urubamba (territorios entre 2500 - 3000 m s. n. m.). | Parámetros climáticos promedio de Urubamba (territorios entre 2500 - 3000 m s. n. m.). | Parámetros climáticos promedio de Urubamba (territorios entre 2500 - 3000 m s. n. m.). | Parámetros climáticos promedio de Urubamba (territorios entre 2500 - 3000 m s. n. m.). | Parámetros climáticos promedio de Urubamba (territorios entre 2500 - 3000 m s. n. m.). | Parámetros climáticos promedio de Urubamba (territorios entre 2500 - 3000 m s. n. m.). | Parámetros climáticos promedio de Urubamba (territorios entre 2500 - 3000 m s. n. m.). | Parámetros climáticos promedio de Urubamba (territorios entre 2500 - 3000 m s. n. m.). |
| Mes                                                                                    | Ene.                                                                                   | Feb.                                                                                   | Mar.                                                                                   | Abr.                                                                                   | May.                                                                                   | Jun.                                                                                   | Jul.                                                                                   | Ago.                                                                                   | Sep.                                                                                   | Oct.                                                                                   | Nov.                                                                                   | Dic.                                                                                   | Anual                                                                                  |
| -------------------------------------------------------------------------------------- | -------------------------------------------------------------------------------------- | -------------------------------------------------------------------------------------- | -------------------------------------------------------------------------------------- | -------------------------------------------------------------------------------------- | -------------------------------------------------------------------------------------- | -------------------------------------------------------------------------------------- | -------------------------------------------------------------------------------------- | -------------------------------------------------------------------------------------- | -------------------------------------------------------------------------------------- | -------------------------------------------------------------------------------------- | -------------------------------------------------------------------------------------- | -------------------------------------------------------------------------------------- | -------------------------------------------------------------------------------------- |
| Temp. máx. media (°C)                                                                  | 21.0                                                                                   | 22.9                                                                                   | 22.2                                                                                   | 21.9                                                                                   | 21.6                                                                                   | 21.2                                                                                   | 21                                                                                     | 22.2                                                                                   | 25.0                                                                                   | 24.3                                                                                   | 23.8                                                                                   | 22.4                                                                                   | 23.2                                                                                   |
| Temp. media (°C)                                                                       | 15.5                                                                                   | 16.4                                                                                   | 16.5                                                                                   | 14.3                                                                                   | 13.4                                                                                   | 12.3                                                                                   | 12.2                                                                                   | 13.2                                                                                   | 16                                                                                     | 15.4                                                                                   | 15.3                                                                                   | 14.6                                                                                   | 14.6                                                                                   |
| Temp. mín. media (°C)                                                                  | 11.5                                                                                   | 12                                                                                     | 9.8                                                                                    | 8.8                                                                                    | 8.5                                                                                    | 8.0                                                                                    | 7.5                                                                                    | 7.2                                                                                    | 8.0                                                                                    | 8.6                                                                                    | 9.0                                                                                    | 10.0                                                                                   | 9.5                                                                                    |
| Fuente: climate-data.org                                                               |                                                                                        |                                                                                        |                                                                                        |                                                                                        |                                                                                        |                                                                                        |                                                                                        |                                                                                        |                                                                                        |                                                                                        |                                                                                        |                                                                                        |                                                                                        |

## Ciudades Hermanas
Takayama (Gifu), Japón